# Stockholm stads professur i företagsekonomi

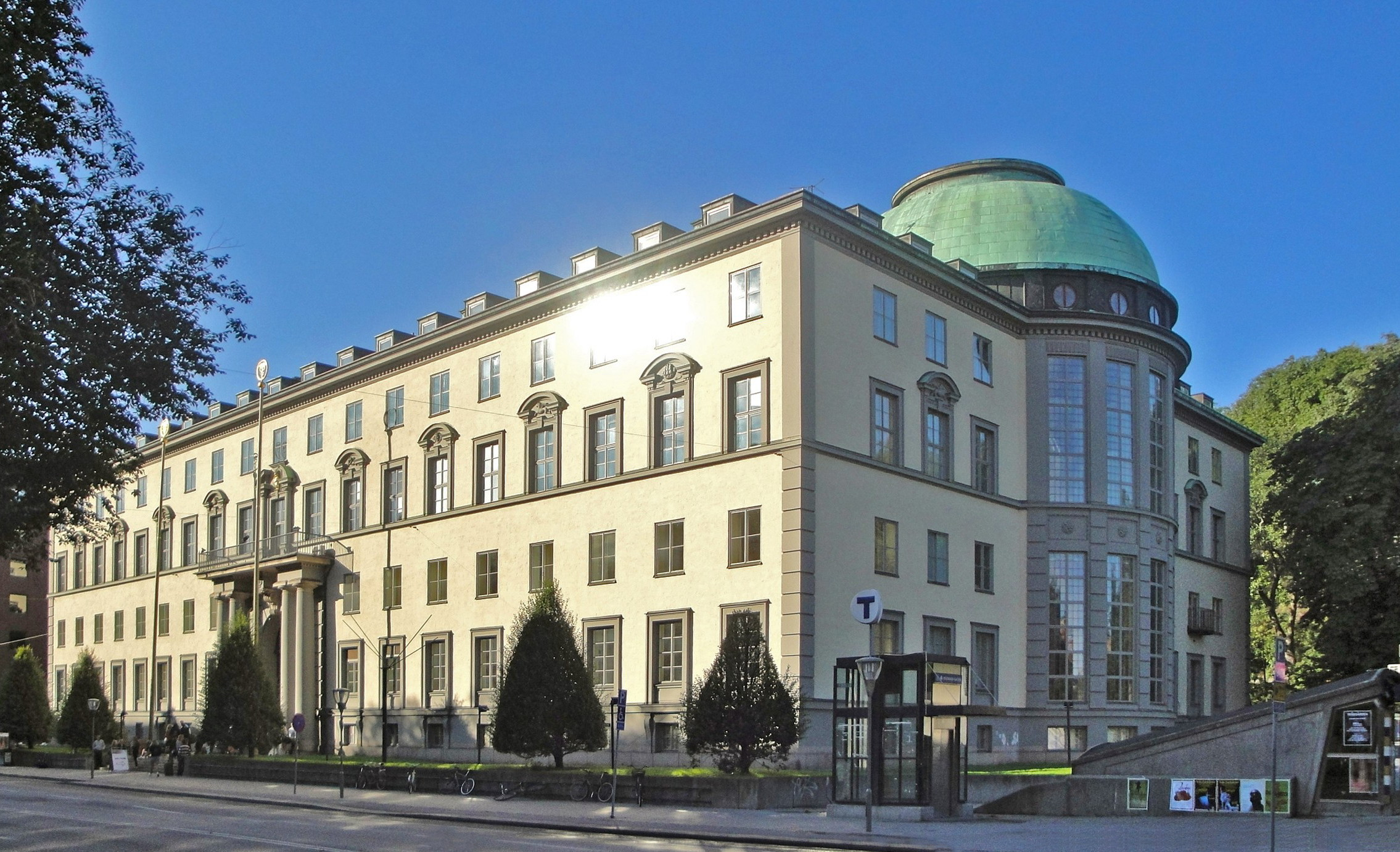
Stockholm stads professur i företagsekonomi är en donationsprofessur vid Handelshögskolan i Stockholm.

Stockholm stads professur i företagsekonomi är en donationsprofessur i företagsekonomi vid Handelshögskolan i Stockholm. Professuren inrättades år 1949 efter en donation från Stockholms stad. Nuvarande innehavare är professor Nils Brunsson vid Handelshögskolan i Stockholm.

## Innehavare
1. Folke Kristensson 1949-1960
2. Thomas Thorburn 1961-1978
3. Nils Brunsson 1986-2010